# Archi-bas
 (décembre 2012).
Si vous disposez d'ouvrages ou d'articles de référence ou si vous connaissez des sites web de qualité traitant du thème abordé ici, merci de compléter l'article en donnant les références utiles à sa vérifiabilité et en les liant à la section « Notes et références ».
Archi-bas a été la première enseigne[réf. nécessaire] française de hard-discount, créée le 10 juin 1975 et disparue en décembre 1979.

## Historique
En 1975, Simon Bertault, ayant découvert les magasins allemands Aldi, crée la société Erteco avec Radar. Le 10 juin 1975 il commence par ouvrir un magasin à Paris rue Cambronne, baptisés "Archi-bas". Parallèlement, Étienne Thil, alors directeur du marketing de Carrefour, travaille sur un projet du même type. Denis Defforey charge Étienne Thil de trouver un partenaire sachant bien gérer les petits points de vente, ainsi que la logistique entrepôt. Découvrant la chaîne Archi-bas, Étienne Thil propose que Carrefour s'associe à Simon Bertault. Carrefour prend alors 35 % des parts d'Erteco. Les difficultés rencontrées par Radar pour gérer ces magasins entraînent Carrefour à élargir l'assortiment et à introduire une marque spécifique. 
En décembre 1979, Carrefour décide de liquider le stock des magasins Archi-bas en soldant la marchandise à 50 %. Les magasins se vident très rapidement, puis ils passent en décembre 1979 sous l'enseigne Ed l'épicier discount. Les grandes marques en ont disparu, et l'assortiment ne compte plus que 450 références au lieu de 650.
De 2009 à 2012, les Ed passent sous l'enseigne Dia.
En 2016, les points de vente Dia passent sous enseigne Carrefour Market et Carrefour City.
En 2018, 243 anciens Dia sont fermés et 29 vendus.